# Pseudiastata brasiliensis
Pseudiastata brasiliensis är en tvåvingeart som beskrevs av Lima 1937. Pseudiastata brasiliensis ingår i släktet Pseudiastata och familjen daggflugor. Inga underarter finns listade i Catalogue of Life.